# Aléxandros Zaimis
Aléxandros Thrasívoulou Zaimis (9 de septiembre de 1855-15 de septiembre de 1936) (en griego Αλέξανδρος Θρασύβουλου Ζαΐμης) fue una figura de la política griega. Junto a Eleutherios Venizelos es considerado una de las más influyentes figuras de la política de la Grecia Moderna.

## Comienzos y primeros gobiernos
Era hijo del ex primer ministro griego Thrasivoulos Zaimis, y entró en política desde muy joven. Fue miembro del Parlamento griego desde 1885, y se fungió de primer ministro de 1897 hasta 1899. Volvió a ser elegido en 1901, pero por problemas internos abandonó el poder en 1902. Dirigía el cuarto partido griego de la época, minoritario pero más activo que sus rivales, de los que obtuvo cierto apoyo durante sus periodos de gobierno. En su primer gabinete, el rey le indujo a plantear un plan de reformas en noviembre de 1898 que tratase de sacar al país de la crisis en la que se hallaba inmerso desde la derrota militar a manos de los otomanos en la guerra de 1897. Las elecciones de 1899, sin embargo, volvieron a dar la mayoría parlamentaria a su rival Georgios Theotokis y las reformas no se aplicaron.
En su segundo gabinete, nuevamente con minoría en las Cortes, hubo de enfrentarse a la oposición de Theodoros Deligiannis, que utilizó los disturbios callejeros por la traducción del Evangelio al griego moderno para presionar al rey para lograr la presidencia del Consejo de Ministros.

## Comisionado de Creta
Tras las importantes divergencias que tuvieron Venizelos y el príncipe Jorge, el rey Jorge I le nombró alto comisario de Creta en el otoño de 1906, para satisfacción de la población local, pero abandonó el cargo en 1913 cuando se verificó la enosis.
Los cretenses aprovecharon la ausencia de Zaimis para, tres días después de la proclamación ilegal de la independencia de Bulgaria del Imperio otomano, declarar su unión con Grecia el 25 de septiembrejul./ 8 de octubre de 1908greg.. La pasividad del Gobierno griego, que no deseaba un enfrentamiento militar con los otomanos, y la oposición de las potencias impidieron la unión.

## El periodo de la Liga Militar y el gobierno de Venizelos
Tras el golpe de Estado de la Liga Militar en agosto de 1909, el rey sopesó la posibilidad de nombrarle primer ministro ante la insistencia de la Liga de cambiar el gobierno a finales de año.
| Elecciones de la Asamblea Nacional (21/8/1910)                   |
|                                                                  |
| Independientes (Venizelos) Theotikis Rallis Mavromichalis Zaimis |

A comienzos de 1910 participó en la importante reunión en la que los principales políticos griegos aconsejaron al monarca aceptar la convocatoria de una Asamblea Nacional para modificar parcialmente la constitución a cambio de la disolución de la Liga Militar, que tutelaba la política del país desde mediados del año anterior. Nuevamente estuvo a punto de ser nombrado primer ministro a finales de enero de 1910, por preferencia del rey, pero las potencias no desearon que abandonase su cargo en Creta. Zaimis se mostró contrario a la intervención de Venizelos en la política griega, que había causado la exigencia de la Liga de una Asamblea Nacional, aunque también fue quien convenció a los militares de la conveniencia de disolver la Liga tras su establecimiento.
Fue uno de los políticos tradicionales derrotados por Venizelos en las elecciones a la Asamblea del 8 de agostojul./ 21 de agosto de 1910greg. en los que los independientes, pronto organizados en torno a Venizelos en su nuevo Partido Liberal, derrotaron a los antiguos partidos.

## La guerra mundial y el cisma nacional
Tras la segunda dimisión de Venizelos a consecuencia de sus desavenencias políticas con el rey, Zaimis, el más moderado de los dirigentes políticos antivenizelistas, asumió la Presidencia del Gobierno el 5 de octubre de 1915. El gabinete lo integraban varios antiguos primeros ministros, también antivenizelistas. De inmediato, el Gobierno acordó con el rey no acudir en auxilio de Serbia y declarar el tratado de alianza que ligaba a las dos naciones inaplicable en aquel momento. Según la interpretación gubernamental del tratado, el ataque búlgaro a Serbia en consuno con los ejércitos de Alemania y Austria-Hungría no estaba estipulado y eximía a Grecia de socorrer a los serbios. Zaimis se mostró dispuesto a permitir el tránsito de las fuerzas aliadas que acudían en auxilio de Serbia a través de la Macedonia griega y a continuar la movilización del ejército griego, pero no a participar en la operación, como había esperado la Triple Entente. Los intentos aliados de tentar a Grecia a cambiar de posición mediante la oferta de cesión de Chipre fracasaron; Zaimis la rechazó el 20 de octubre. Pese a la renuencia de Venizelos a hacer caer a Zaimis y forzar la celebración de nuevos comicios en los que ya no estaba seguro de poder vencer y la actitud moderada del primer ministro, que trató de evitar el choque con aquel, la crisis gubernamental no se pudo evitar: el 4 de noviembre el Gobierno perdió una votación parlamentaria y tuvo que renunciar. Nuevamente se disolvieron las Cámaras y se convocaron elecciones para el 19 de diciembre.
Tras la renuncia de Stéfanos Skouloúdis el 21 de junio de 1916, Zaimis se avino a formar un nuevo gabinete, que aceptó las exigencias de la Entente que Skouloúdis había rechazado, con el fin de evitar la llegada de una flota aliada para imponerlas por la fuerza.
Dimitió el 11 de septiembre de 1916, el mismo día de la ocupación búlgara de Kavala y de la rendición del IV Cuerpo de Ejército que debía haberla defendido. No había logrado la aquiescencia del rey para entablar negociaciones con los Aliados, con los que había había aumentado notablemente la tensión tras un asalto a la embajada francesa preparado secretamente por el servicio de espionaje francés para desencadenar una crisis.
Aunque con gran reticencia, accedió a retomar la Presidencia del Gobierno el 4 de mayo de 1917, tras la renuncia el 18 de abril anterior de Spirídon Lámpros. Zaimis temía no contar con el favor de los Aliados y se dispuso a evitar el inminente derrocamiento de Constantino mediante generosas concesiones a aquellos.
En el consejo real que decidió la abdicación de Constantino el 11 de junio, fue de los que aconsejó al rey que se plegase a la exigencia de los Aliados y cediese el trono a uno de sus hijos. El 24 de junio, tras fracasar las negociaciones con los venizelistas para formar un Gobierno de coalición, dimitió; el nuevo rey, Alejandro I, encargó entonces la formación del nuevo gabinete a venizelos, que se apresuró a declarar la guerra a los Imperios Centrales.
Zaimis sirvió como primer ministro por quinta vez en 1917 (lo hizo de forma interina durante un mes en 1915 y durante tres meses en 1917). Durante este periodo el norte de Grecia estaba bajo el mando de los venizelistas, y en junio de ese año bajo las presiones de la Triple Entente y careciendo de un poder monárquico que el apoyara (gobernaba Alejandro I), tuvo que dejar su puesto en favor de Venizelos.

## La segunda república

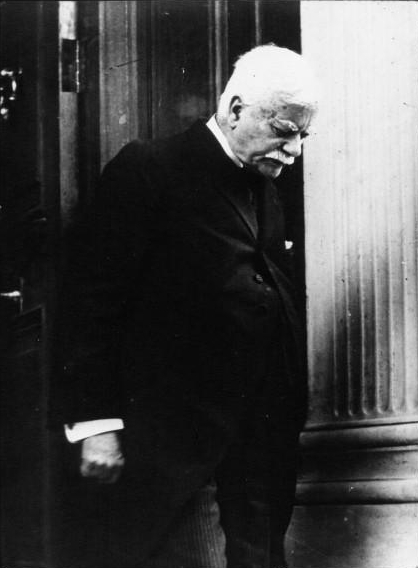
Zaimis en 1932, a la sazón presidente de la república.

Zaimis volvió a la política durante la Segunda República Helénica, para ocupar el cargo de primer ministro por tercera vez de 1926 hasta 1928, bajo la presidencia de Pavlos Kunturiotis. Después de que el presidente tuviera que dimitir por motivos de salud, Zaimis le sucedió como presidente de la república en 1929, cargo que ocupó hasta que un golpe de Estado militar restauró la monarquía en 1935 y le forzó a exiliarse. Murió un año después del regreso del rey (1936), en Viena (Austria).